# جون نولان
جون نولان (بالإنجليزية: John Nolan)‏ هو ممثّل سينمائي وتلفزيوني بريطاني من مواليد 28 مايو 1938 في مدينة وستمنستر، لندن في إنجلترا، وهو عمّ المخرج الشهير كريستوفر نولان وشقيقه الأصغر جوناثان نولان وقد شارك في عدّة أفلام أخرجها ابن أخيه كريستوفر، لعلّ أبرزها دوره في ثلاثية فارس الظلام.

## وصلات خارجية
- جون نولان على موقع IMDb (الإنجليزية)
- جون نولان على موقع قاعدة بيانات الفيلم (الإنجليزية)

- جون نولان في قاعدة بيانات الأفلام على الإنترنت